# Малък Гаргалък
Малък Гаргалък (на румънски: Corbu de jos) е бивше село в окръг Кюстенджа (Констанца), Северна Добруджа, днес в Румъния на 25-30 км южно от Кюстенджа. В 1968 г. е обединено със село Голям Гаргалък в едно селище (Corbu).

## История
До октомври 1940 година Малък Гаргалък е българско село в Северна Добруджа жителите издигат възрожденския храм „Св. св. Константин и Елена“ изписан от Михаил Параскевов и Рафаил Матеев и двамата от Тулча, имат свое българско училище и църковна селска община. 
След създаването на Българската екзархия в 1870 година, българите от Гагралък молят Тулчанската българска община да им съдейства, за да бъдат приети под върховенството на Екзархията и да им се пратят български свещеници.
Населението е изселено в България след подписването през септември 1940 година Крайовската спогодба. Голяма част от жителите му се заселват в село Черна Добричко и село Дъбрава община Балчик област Добрич.

## Личности
Родени в Малък Гаргалък
- Георги Атанасов (1874 - след 1956), български общественик[2]